# August Draudt
August Draudt  (* 2. Mai 1816 in Lich; † 19. April 1894 in Darmstadt) war ein großherzoglich-hessischer Forstmann und Geheimrat.

## Herkunft
Seine Eltern waren der fürstlich Solms-Lich’schen Kanzleirat und Referent in der Rentkammer Carl Draudt (1763–1846) und dessen zweite Ehefrau Anna Magdalene, geborene Rauch (1773–1854). Sein Bruder Karl Ludwig (1810–1896) wurde Hofgerichtsrat und war Abgeordneter.

## Leben
Draudt wurde zunächst zu Hause unterrichtet und kam im Herbst 1831 auf das Gymnasium in Gießen. Nach seinem Abschluss wollte er Forstwissenschaften studieren und begann zunächst ein Praktikum beim Revierförster Dickel in Laubach. Von Frühjahr 1833 bis Herbst 1834 studierte er an der Universität Gießen, wo Dr. Johann Ludwig Joseph Klauprecht als einziger forstlicher Fachlehrer lehrte. Dieser wechselte aber dann an das Polytechnikum in Karlsruhe. Draudt nahm dann ein Praktikum beim Forstinspektor Klipstein in Bingenheim an und kehrte nach Gießen zurück, als Karl Heyer dort als ordentlicher Professor der Forstwissenschaft berufen wurde. Ab dem Wintersemester 1835/36 studierte er wieder und bestand im Frühjahr 1839 die Fakultätsprüfung.
Nach seinem Abschluss kam er für ein Jahr an die damaligen Ober-Forst- und Domänen-Verwaltung nach Darmstadt. Im Frühjahr 1840 bestand er die allgemeine forstliche Staatsprüfung. Schon einen Monat später wurde er Gehilfe bei einer größeren Waldteilung. Im Frühjahr 1841 erhielt er die Verwaltung des Reviers Homberg (Ohm) ad Interim und kurze Zeit hierauf die des Reviers Eberstadt. Er kehrte kurz zur Universität zurück und promovierte am 30. April 1841. Aber er entschied sich gegen eine akademische Karriere und wandte sich wieder dem praktischen Forstdienst zu.
Dort wurde er zu Waldteilungen in den Forsten des Odenwaldes eingesetzt. Im Frühjahr 1846 bekam er dann eine Anstellung als Revierförster im Revier Schiffenberg, sein Wohnsitz war aber in Gießen. Ab 1857 war er zusätzlich Inspektor der Fürstlich Solms-Lich’schen Waldungen. Im Frühjahr 1870 stieg er zum Forstmeister des Forstes Gießen auf. Ab Mitte September 1874 erhielt er ad interim ein Referat in der Ober-Forst- und Domänen-Verwaltung in Darmstadt, dafür zog er nach Darmstadt um. Am 20. Januar 1875 wurde er dann zum Vortragenden Rat in dieser Behörde unter Verleihung des Prädikats „Oberforstrat“ ernannt. 
Nachdem 1879 an die Stelle der Ober-Forst- und Domänenverwaltung eine Abteilung für Forst- und Kameralverwaltung im Finanzministerium ins Leben gerufen worden war, trat er als stimmführendes Mitglied in diese Abteilung ein und stieg er am 5. Mai 1883 als „Ministerialrat“ und sogar zum Vorsitzenden derselben auf. Hierdurch trat zum ersten Male nach langer Zeit wieder ein Forstmann an die Spitze der hessischen Forstverwaltung zur großen Freude und lebhaften Genugtuung des Personals. Am 18. Juni 1889 feierte er sein 50-jähriges Dienstjubiläum und am 30. April 1891 auch sein 50-jähriges Doktorjubiläum. Anlässlich des Jubiläums erhielt er von der philosophischen Fakultät der Universität Gießen das erneuerte Doktordiplom mit einem Glückwunschschreiben. Am 14. Juni 1893 wurde er aber auf eigenes Ersuchen mit Wirkung vom 1. Juli verabschiedet. Er starb weniger als ein Jahr später am 19. April 1894 in Darmstadt.

## Wirken
Als Mitglied und Vorsitzender der obersten Forstbehörde konnte er nun entscheidend auf das hessische Forstwesen  einwirken. Eine seiner ersten größeren Arbeiten war der Entwurf eines neuen Fischereigesetzes, wodurch eine feste Grundlage für den Wiederaufschwung des bis dahin in Hessen wenig entwickelten Fischereiwesens geschaffen wurde. Weiter förderte er die Revision des Waldwegnetzes und die Betriebsregulierungen. Im Jahr 1879 wurde dann auch das Oberförstersystem eingeführt, und zwar mit einer Selbständigkeit, wie kaum in einem zweiten deutschen Staat. 1883 veröffentlichte er das „Handbuch für die Forst- und Cameralverwaltung im Großherzogthum Hessen“. Dieses Buch bildete die Richtschnur für den äußeren und inneren Dienst.

## Familie
Draudt heiratet am 31. Oktober 1846 Luise Karoline Lisette Eleonore von Klipstein (* 4. November 1818; † 1904), Tochter von Philipp Engel von Klipstein. Das Paar hatte eine Tochter:
- Anna Magdalena Johanna Amalie (* 4. März 1848) ⚭ 1875 Karl Julius Tuisko von Lorey (* 2. April 1845; † 27. Dezember 1901)

## Schriften
- Ermittelung der Holzmassen. In: Allgemeine Forst- und Jagdzeitung. 1857, S. 121.
- Die Ermittelung der Holzmassen. Mit drei lithographirten Tabellen. Gießen 1860, Monographie, Digitalisat

Die Angriffe, welche von mehreren Seiten (Eduard Heyer, Urich, Preßler, Robert Hartig und Bernhardt) gegen die principielle Richtigkeit seines Verfahrens erfolgten, wies er in einer Reihe von Abhandlungen mit Erfolg zurück.